# 川島範久
川島 範久（かわしま のりひさ、1982年- ）は建築家。神奈川県生まれ。2005年、東京大学卒業。2007年、同大学大学院修士課程修了後、日建設計に勤務。2012年、カリフォルニア大学バークレー校客員研究員。2014年、佐藤桂火と共同でARTENVARCH（- 2016年）設立。2016年、博士（工学、東京大学）。2017年、川島範久建築設計事務所設立。
東京工業大学助教を経て、2020年より明治大学専任講師。

## 受賞歴
- 2014年、日本建築学会賞（ソニーシティ大崎）[2]
- 2016年、第7回サステナブル住宅賞 国土交通大臣賞最優秀賞（Diagonal Boxes）[2]
- 2017年、住まいの環境デザイン・アワード2017 グランプリ（Yuji Yoshida Gallery / House）[2]
- 2018年、第25回前田工学賞（博士論文『日本における環境配慮型建築の設計プロセスに関する研究』）[2]

## 代表作品
- Diagonal Boxes（2016年、第7回サステナブル住宅賞 国土交通大臣賞最優秀賞）
- Yuji Yoshida Gallery / House（2017年、住まいの環境デザイン・アワード2017 グランプリ）
- Saw-tooth Roof in Ichinomiya（一宮のノコギリ屋根、2018）
- “Voice of Earth” Architectural Exhibition
- FEEL! GLASS／GLACIER FORMATION
- Yuji Yoshida Gallery / House（2017）
- Three Roofs in Kyoto
- Tokyo Tech Midorigaoka House
- Tokyo Tech  Ookayama  House｜CC
- Airy Walk
- kichijoji aqua illumination（2015）
- GLACIER FORMATION
- Democratic / Climatic Architecture
- ヘアサロン a-seed
- NBF大崎（ソニーシティ大崎、2012年 WAF category winner 2014年 日本建築学会賞作品賞　2014年 BCS賞本賞）
- HOUSE BB
- HOUSE BB+
- HOUSE SYK